# Erik Wolpaw
Erik Wolpaw (né en 1967) est un scénariste de jeu vidéo américain travaillant pour la société Valve Corporation. Avec Chet Faliszek il était le webmestre de Old Man Murray, ancien site web de commentaires de jeux vidéo.

## Travaux
- Psychonauts
- Half-Life 2: Episode One
- Meet the Heavy
- Meet the Soldier
- Meet the Engineer
- Team Fortress 2
- Meet the Demoman
- Portal
- Half-Life 2: Episode Two
- Meet the Scout
- Meet the Sniper
- Meet the Sandvich
- Meet the Spy
- Portal 2
- Meet the Medic
- Meet the Pyro
- Portal: Origins
- Half-Life: Alyx